# Emili Bastons
Emili Bastons (?, segona meitat del segle XIX — ?, primera meitat del segle XX) fou un baríton català.
Va passar diverses temporades al Gran Teatre del Liceu de Barcelona, on també va enregistrar un Rèquiem com a solista amb l'Orfeó Català. Malgrat les lloances que rebia per la seva veu excepcional, la seva baixa estatura va suposar un desavantatge per a la seva carrera operística. Es va casar amb una cantant italiana del cor del Liceu, i la seva filla es va dedicar al món de l'espectacle en una companyia de revista. Josep Bastons, fundador del grup Peix Fregit, era el seu nebot.